# Pori Jazz
Pori Jazz är en internationell årligen återkommande jazzmusikfestival i den finländska staden Björneborg. Den hölls första gången 1966. År 2007 sålde festivalen cirka 60 000 biljetter och budgeten var 3,8 miljoner euro. 2002 hade festivalen den högsta budgeten någonsin i sin historia, ungefär 4,5 miljoner euro. 